# 兰贾
兰贾（Lanja），是印度马哈拉施特拉邦勒德纳吉里县的一个城镇。总人口12278（2001年）。

## 人口
该地2001年总人口12278人，其中男性6281人，女性5997人；0—6岁人口1709人，其中男852人，女857人；识字率73.42%，其中男性为77.76%，女性为68.88%。